# Góra Puławska
Góra Puławska is een plaats in het Poolse district  Puławski, woiwodschap Lublin. De plaats maakt deel uit van de gemeente Puławy en telt 2098 inwoners.